# Clarence Hobart
Clarence Hobart, est un joueur de tennis américain né à New York le 27 juin 1870 et décédé le 2 août 1930. Il a notamment remporté les Internationaux des États-Unis en 1890, 1893 et 1894 en double messieurs (avec Valentine Hall et Fred Hovey). Il est l'époux de la championne Augusta Schultz.

## Palmarès (partiel)

### Titre en simple messieurs
| No | Date | Nom et lieu du tournoi                          | Catégorie | Surface | Finaliste     | Score                    |  |
| -- | ---- | ----------------------------------------------- | --------- | ------- | ------------- | ------------------------ |  |
| 1  | 1899 | German International Championships, Bad Homburg |           | NC      | Harold Mahony | 8-6, 8-10, 6-0, 6-8, 8-6 |  |

### Finale en simple messieurs
| No | Date       | Nom et lieu du tournoi                  | Catégorie | Surface      | Vainqueur       | Score                   |          |
| -- | ---------- | --------------------------------------- | --------- | ------------ | --------------- | ----------------------- | -------- |
| 1  | 22-08-1891 | US National Championships, Newport (RI) | G. Chelem | Gazon (ext.) | Oliver Campbell | 2-6, 7-5, 7-9, 6-1, 6-2 | Parcours |

### Titres en double messieurs
| No | Date       | Nom et lieu du tournoi                 | Catégorie | Surface      | Partenaire     | Finalistes                        | Score                   |          |
| -- | ---------- | -------------------------------------- | --------- | ------------ | -------------- | --------------------------------- | ----------------------- | -------- |
| 1  | 18-08-1890 | US National Championships Newport (RI) | G. Chelem | Gazon (ext.) | Valentine Hall | Charles Carver John Ryerson       | 6-3, 4-6, 6-2, 2-6, 6-3 | Parcours |
| 2  | 22-08-1893 | US National Championships Newport (RI) | G. Chelem | Gazon (ext.) | Fred Hovey     | Oliver Campbell Robert Huntington | 6-3, 6-4, 4-6, 6-2      | Parcours |
| 3  | 20-08-1894 | US National Championships Newport (RI) | G. Chelem | Gazon (ext.) | Fred Hovey     | Carr Neel Sam Neel                | 6-3, 8-6, 6-1           | Parcours |

### Finales en double messieurs
| No | Date       | Nom et lieu du tournoi                 | Catégorie | Surface      | Vainqueurs                                   | Partenaire       | Score         |          |
| -- | ---------- | -------------------------------------- | --------- | ------------ | -------------------------------------------- | ---------------- | ------------- | -------- |
| 1  | 21-08-1888 | US National Championships Newport (RI) | G. Chelem | Gazon (ext.) | Oliver Campbell Valentine Hall               | Edward MacMullen | 6-4, 6-2, 6-2 | Parcours |
| 2  | 22-08-1891 | US National Championships Newport (RI) | G. Chelem | Gazon (ext.) | Oliver Campbell Robert Huntington            | Valentine Hall   | 6-3, 6-4, 8-6 | Parcours |
| 3  | 18-08-1895 | US National Championships Newport (RI) | G. Chelem | Gazon (ext.) | Malcolm Chace Robert Wrenn                   | Fred Hovey       | 7-5, 6-1, 8-6 | Parcours |
| 4  | 1898       | The Championships Wimbledon            | G. Chelem | Gazon (ext.) | Reginald Frank Doherty Hugh Lawrence Doherty | Harold Nisbet    | 6-4, 6-4, 6-2 |          |
| 5  | 1899       | The Championships Wimbledon            | G. Chelem | Gazon (ext.) | Reginald Frank Doherty Hugh Lawrence Doherty | Harold Nisbet    | 7-5, 6-0, 6-2 |          |

### Titres en double mixte
| No | Date       | Nom et lieu du tournoi                 | Catégorie | Surface      | Partenaire      | Finalistes                      | Score          |          |
| -- | ---------- | -------------------------------------- | --------- | ------------ | --------------- | ------------------------------- | -------------- | -------- |
| 1  | 21-06-1892 | US National Championships Philadelphie | G. Chelem | Gazon (ext.) | Mabel Cahill    | Elisabeth Moore Rodmond Beach   | 6-1, 6-3       | Parcours |
| 2  | 20-06-1893 | US National Championships Philadelphie | G. Chelem | Gazon (ext.) | Ellen Roosevelt | Ethel Bankston Robert Wilson Sr | 6-1, 4-6, 10-8 | Parcours |
| 3  | 20-06-1905 | US National Championships Philadelphie | G. Chelem | Gazon (ext.) | Augusta Hobart  | Elisabeth Moore Edward Dewhurst | 6-2, 6-4       | Parcours |